# Listen Mister
«Listen Mister» (en español: «Escuche señor») es una canción de rock compuesta por el cantante y músico Myles Goodwyn.  Se enlistó originalmente en el álbum debut homónimo de la banda canadiense April Wine,  lanzado en 1971 por Aquarius Records.

## Lanzamiento y recibimiento
Este tema fue publicado como el segundo y último de April Wine en 1971.  La canción «Time» («Tiempo»), escrita por Jim Henman, fue incluida en el lado B del vinilo. A diferencia de su antecesor, «Listen Mister» no entró en los listados de éxitos en Canadá.

## Lista de canciones

### Lado A
| Side one |                 |               |          |  |
| N.º      | Título          | Escritor(es)  | Duración |  |
| 1.       | «Listen Mister» | Myles Goodwyn | 2:30     |  |

### Lado B
| Side two |        |              |          |  |
| N.º      | Título | Escritor(es) | Duración |  |
| 2.       | «Time» | Jim Henman   | 3:55     |  |

## Créditos
- Myles Goodwyn — voz principal y guitarra
- David Henman — guitarra
- Jim Henman — bajo
- Ritchie Henman — batería